# Natalja Puszkariowa
Natalja Lwowna Puszkariowa (ros. Натáлья Львóвна Пушкарёвa, ur. 23 września 1959 w Moskwie) – rosyjska historyczka, antropolożka, pionierka historycznej feminologii i historii płci w nauce radzieckiej i rosyjskiej. Doktorka nauk historycznych, profesorka, kierowniczka sektora badań nad płcią etniczną w Instytucie Etnologii i Antropologii RAS, prezeska Rosyjskiego Stowarzyszenia Badaczy Historii Kobiet. Działaczka feministyczna.

## Biografia
Urodziła się w rodzinie znanych historyków, doktorów nauk historycznych Lwa Nikitowicza i Iriny Michajłowej Puszkariowej. Ukończyła studia na Wydziale Historycznym Moskiewskiego Uniwersytetu Państwowego oraz studia podyplomowe i doktoranckie w Instytucie Etnografii. Od 1987 pracuje w tym instytucie, a od 2008 kieruje sektorem badań nad płcią etniczną.
Jest matką Artioma Michajłowicza Puszkariowa, doktora nauk historycznych.

## Działalność naukowa i dydaktyczna
Głównym rezultatem pracy badawczej Natalji Puszkariowej jest stworzenie rosyjskiej szkoły historycznej feminologii i historii płci. Jej praca doktorska położyła podwaliny pod badania genderowe w sowieckiej nauce. Wykreowała kierunek naukowy, tworząc metodologiczną i organizacyjną podstawę dla rozwoju badań feminologicznych w ZSRR i Rosji.
Natalja Puszkariowa jest autorką ponad 400 publikacji naukowych i ponad 150 publikacji popularnonaukowych, w tym 9 monografii i kilkunastu kolekcji artykułów naukowych, w których działała jako kompilatorka, redaktorka, autorka wstępu. W latach 1989–2005 wykładała historię rosyjskich kobiet, prowadziła badania kobiet i płci na rosyjskich uniwersytetach i zagranicznych.

## Działania redakcyjne i eksperckie
W latach 1994–1997 prowadziła kolumnę „Historia życia prywatnego” w czasopiśmie historycznym „Rodina” (ros. Родина). Od 1996 jest redaktorką kolumny «Cult of the Ancestors» w czasopiśmie "Motherhood". Od 2007 jest redaktorką naczelną rocznika historii społecznej.
Od 1997 jest członkinią wielu komitetów redakcyjnych i redakcyjnych czasopism „Gender Studies”, „Bulgarian Ethnology” (Sofia), czasopism „White Spots of Russian and World History” oraz „Modern Science: Actual Problem of Theory and Practice” (seria «Humanities»), „Psychologia historyczna i historia społeczna”, „Glasnik SANU” (Belgrad), „Adam i Ewa. Almanach z historii płci”, „Słownik języka rosyjskiego XI-XVII wieku”, „Aspazja. Rocznik płci historia”, seria książek „Gender Studies” itp.), „Feminolo ia i gender studies”. Od 2010 jest zaangażowana w prace nad biuletynem Tver State University, biuletynem Perm State University, od 2012 współpracuje z czasopismem „Psychologia historyczna i historia społeczna” (Moskwa).
W latach 1996–1999 była członkinią Rady Naukowej Moskiewskiego Centrum Studiów nad Płcią, w latach 1997–2006 dyrektorką programów edukacyjnych i naukowych, współorganizatorką rosyjskich szkół letnich dla kobiet i badań nad płcią. Była członkinią rad ekspertów Rosyjskiej Państwowej Fundacji Humanitarnej, Fundacji McArthura, Fundacji Społeczeństwa Otwartego (ang. Open Society Foundations), Kanadyjskiego Funduszu Równości Płci. Była ekspertką oceniającą program UE VI na lata 2002–2006 oraz szefową grupy ekspertów Rady ds. Konsolidacji Ruchu Kobiet w Rosji.

## Działania społeczne
Jest jedną z liderek ruchu feministycznego w Rosji i krajach Wspólnoty Niepodległych Państw. Od 2002 jest prezeską Rosyjskiego Stowarzyszenia Badaczy Historii Kobiet. Od 2010 jest członkinią komitetu wykonawczego Międzynarodowej Federacji Badaczy Historii Kobiet i prezes Rosyjskiego Stowarzyszenia Badaczy Historii Kobiet.

## Publikacje

### Dysertacje
- rozprawa doktorska „Sytuacja kobiet w rodzinie i społeczeństwie starożytnej Rosji X-XIII wieku” obroniona w 1985 na Wydziale Historycznym Uniwersytetu Moskiewskiego;
- rozprawa doktorska „Kobieta w rosyjskiej rodzinie X-początek XIX wieku. Dynamika zmian społeczno-kulturowych” obroniona w 1997 w radzie akademickiej Instytutu Etnologii i Antropologii RAS.

### Wybrane monografie
- Пушкарёва Н. Л. Женщины Древней Руси. — М.: Мысль, 1989.
- Русские: этнотерритория, расселение, численность, исторические судьбы (XII—XX вв.). М.: ИЭА РАН, 1995 (в соавторстве с В. А. Александровым и И. В. Власовой) 2—е издание: М.: ИЭА РАН, 1998.
- Женщины России и Европы на пороге Нового времени. М.: ИЭА РАН, 1996.
- Women in Russian History from the Tenth to the Twentieth Century. New York: M.E. Sharp, 1997 (Heldt—Prise, «Book of the Year — 1997»).
- Этнография восточных славян в зарубежных исследованиях (1945—1990). СПб.: «БЛИЦ», 1997.

- Частная жизнь женщины в доиндустриальной России. X — начало XIX в. Невеста, жена, любовница. М.: «Ладомир», 1997.
- «А се грехи злые, смертные…» Вып. 1. Сексуальная культура в допетровской России. М.: «Ладомир», 1999; вып. 2. (в 3 томах) Русская сексуальная и эротическая культура в исследованиях XIX—XX вв. М.: «Ладомир», 2004.
- Русская женщина: история и современность. М.: «Ладомир», 2002.
- Гендерная теория и историческое знание. СПб: «Алетейя», 2007.
- Частная жизнь женщины в Древней Руси и Московии. М.: «Ломоносов», 2011.
- Частная жизнь русской женщины в XVIII веке. М.: «Ломоносов», 2012.